# Instituto Superior de Agronomía
El Instituto Superior de Agronomía ( ISA ) MHIP es una escuela universitaria en Ciencias Agrícolas, con su know-how reconocido a nivel nacional e internacional. Ofrece formación en las áreas de Ingeniería Agraria Forestal, Alimentaria, Ambiental y Zootecnia, así como en Biología y Arquitectura del Paisaje. 

## Historia
Con 164 años de experiencia, adapta su enseñanza a los avances tecnológicos y la realidad de Portugal, enfocándose en modernización. 
En 1911 los estudiantes crearon la Asociación de Estudiantes del Instituto Superior de Agronomía. En 1930 el instituto formaba parte de la Universidad Técnica de Lisboa (UTL) y en 2013 pasó a formar parte de la Universidad de Lisboa (UL), tras la fusión de la anterior UL con la UTL.
Cuenta con cerca de 1.500 estudiantes en los 3 ciclos docentes, un personal docente de más de 140 profesores.
Por sus clases pasaron grandes figuras intelectuales del país, como Joaquim Vieira Natividade, Amílcar Cabral .
Situado en Tapada da Ajuda, en Lisboa, desde 1917,  Parque Botánico y Ambiental con alrededor de 100 hectáreas, de reconocido interés, es también un lugar acogedor para celebrar eventos, actividades recreativas y descubrir lugares especiales como el Anfiteatro de Piedra, el Mirador, el Jardín de la Parada, el Campo de Rugby, el Observatorio Astronómico de Lisboa, el Pabellón de Exposiciones, el Auditorio Lagoa Branca, entre otros.
El 7 de febrero de 1987 fue nombrado Miembro de Honor de la Orden de Instrucción Pública . 

## Biblioteca
La Biblioteca del Instituto Superior de Agronomía (BISA) está ubicada en un edificio propio, inaugurado en el año 2000. Reúne varias obras monográficas y revistas antiguas, adquiridas desde la fundación del Instituto Agrícola, en 1853.

## Estructura orgánica
ISA está organizada en 2 departamentos 
- Departamento de Ciencia e Ingeniería de Biosistemas (DCEB)
- Departamento de Recursos Naturales, Medio Ambiente y Territorio (DRAT)

## Unidades de Investigación
Hay cuatro unidades de investigación en el ISA:
- Centro de Ecología Aplicada “Profesor Baeta Neves” (CEABN)
- Centro de Estudios Forestales (CEF)
- Centro de Investigación LEAF (Vinculando Paisaje, Medio Ambiente, Agricultura y Alimentación)
- Centro de Investigación en Biodiversidad y Recursos Genéticos (CIBIO)

## Antiguos alumnos
- Mario de Azevedo Gomes
- Eduardo Alberto Lima Basto
- Gonçalo Ribeiro Telles
- Carlos Manuel Leitão Baeta Neves
- António Pereira de Sousa da Câmara
- Amílcar Cabral
- Fernando Oliveira Baptista
- Tim de Xutos y Pontapés
- Joaquim Vieira Natividade
- Domingos Rosado Vitória Pires
- João Afonso
- José Eduardo Agualusa